# Skikda
Skikda je přístavní město v severovýchodním Alžírsku, správní centrum stejnojmenné provincie. Žije v něm okolo 170 000 obyvatel, s předměstími dosahuje jejich počet přes 300 000.
Ve starověku existovalo na místě Skikdy město Rusicade, které zničili Vandalové. Moderní město založili roku 1838 Francouzi a pojmenovali ho Philippeville podle krále Ludvíka Filipa. V říjnu 1883 postihlo město velké zemětřesení. Na konci druhé světové války zde Správa Spojených národů pro pomoc a obnovu zřídila tábor pro válečné uprchlíky Camp Jeanne d'Arc. Během alžírské války došlo 20. srpna 1955 ve Philippeville ke krvavým srážkám mezi místními Francouzi a Araby. Po vyhlášení alžírské nezávislosti dostalo město současný název, v sedmdesátých letech zde byla zřízena velká ropná rafinerie, což vedlo k růstu počtu obyvatel Skikdy.